# Mexoleon mixtecus
Mexoleon mixtecus is een insect uit de familie van de mierenleeuwen (Myrmeleontidae), die tot de orde netvleugeligen (Neuroptera) behoort. 
Mexoleon mixtecus is voor het eerst wetenschappelijk beschreven door Stange in 1970.